# Olympische Sommerspiele 1932/Schwimmen – 4 × 100 m Freistil (Frauen)
Die 4-mal-100-Meter-Freistilstaffel der Frauen bei den Olympischen Spielen 1932 fand am Freitag, den 12. August 1932 im Los Angeles Swimming Stadium statt. Es war die fünfte Austragung dieser Disziplin bei Olympischen Spielen.
20 Athletinnen in fünf Teams nahmen an der Veranstaltung teil. Die US-amerikanischen Frauen, die bereits vier von sechs Medaillen bei den Einzelwettbewerben im Freistil über 100 und 400 Meter gewonnen hatten, siegten in neuer Weltrekordzeit von 4:38,0 min, gleichbedeutend mit einem neuen olympischen Rekord.

## Rekorde
Vor Beginn der Olympischen Spiele waren folgende Rekorde gültig.
| Weltrekord         | 4:47,6 min | Vereinigte Staaten | Amsterdam Niederlande | 9. August 1928 |
| Olympischer Rekord | 4:47,6 min | Vereinigte Staaten | Amsterdam Niederlande | 9. August 1928 |

Folgende neue Rekorde wurden aufgestellt:
| Weltrekord         | 4:38,0 min | Vereinigte Staaten | Finale |
| Olympischer Rekord | 4:38,0 min | Vereinigte Staaten | Finale |

## Ergebnisse
12. August 1932
| Rang | Nation             | Athletinnen                                                | Zeit            |
| ---- | ------------------ | ---------------------------------------------------------- | --------------- |
| 1    | Vereinigte Staaten | Helen Johns Eleanor Saville Josephine McKim Helene Madison | 4:38,0 min (OR) |
| 2    | Niederlande        | Willy den Ouden Maria Oversloot Corrie Laddé Marie Vierdag | 4:47,5 min      |
| 3    | Großbritannien     | Margaret Cooper Valerie Davies Edna Hughes Helen Varcoe    | 4:52,4 min      |
| 4    | Kanada             | Irene Pirie Irene Mullen Ruth Kerr Betty Edwards           | 5:05,7 min      |
| 5    | Japan              | Kazue Kojima Hatsuko Morioka Misao Yokota Yukie Arata      | 5:06,7 min      |